# Swet Shop Boys
Swet Shop Boys是由印度裔美國人與巴基斯坦裔英國人組成的嘻哈團體，成員包含了歌手希姆斯、里茲·阿邁德以及製作人雷迪諾。

## 資料來源
1. ↑  Minsker, Evan. . Pitchfork. 2016-08-02  [2017-03-27]. （原始内容存档于2017-03-27） （英语）.